# ОФК шампионат у фудбалу за жене 2010.
ОФК првенство за жене 2010. било је осмо ОФК првенство у женском фудбалу (познато и као Куп женских нација ОФК-а).Турнир је одржано у Окланду, Нови Зеланд у периоду између 29. септембра и 8. октобра. Било је то девето издање турнира. По први пут на турниру је учествовало осам екипа, а одиграно је укупно шеснаест утакмица.
Турнир је такође служио као квалификациони турнир за Светско првенство у фудбалу за жене, а победник се квалификовао за Светско првенство за жене 2011.

## Екипе учеснице
У "курзиву" дебитанти.
| Екипе учеснице | Екипе учеснице    | Екипе учеснице       | Екипе учеснице |
| -------------- | ----------------- | -------------------- | -------------- |
| Фиџи           | Соломонова Острва | Папуа Нова Гвинеја   | Тонга          |
| Кукова Острва  | Нови Зеланд       | Француска Полинезија | Вануату        |

## Резултати

### Групна фаза

#### Група А
| Екипа                | Ута | Поб | Нер | Изг | ГД | ГП | ГР  | Бод | Квалификован                 |
| -------------------- | --- | --- | --- | --- | -- | -- | --- | --- | ---------------------------- |
| Нови Зеланд          | 3   | 3   | 0   | 0   | 31 | 0  | +31 | 9   | Квалификовали се Нокаут фазу |
| Кукова Острва        | 3   | 2   | 0   | 1   | 3  | 10 | −7  | 6   | Квалификовали се Нокаут фазу |
| Француска Полинезија | 3   | 1   | 0   | 2   | 5  | 9  | −4  | 3   |                              |
| Вануату              | 3   | 0   | 0   | 3   | 1  | 21 | −20 | 0   |                              |

| Нови Зеланд | 14 : 0   | Вануату |
| --- | -------- | ------- |
| Амбер Херн 10’, 11’, 18’, 29’, 90+1’ · Хајлеј Морвуд 25’, 81’ · Хана Вилкинсон 42’, 59’, 73’, 89’ · Еби Ерцег 45+2’ · Рози Вајт 54’ · Лиз Милне 68’ | Извештај |         |

| Кукова Острва       | 1 : 0    | Француска Полинезија |
| ------------------- | -------- | -------------------- |
| Регина Мустонен 15’ | Извештај |                      |

| Француска Полинезија                                               | 5 : 1    | Вануату           |
| ------------------------------------------------------------------ | -------- | ----------------- |
| Химири Алварез 14’, 21’, 83’ · Тиар Вајт 81’ · Тихани Токораги 82’ | Извештај | Стефани Туген 19’ |

| Кукова Острва | 0 : 10   | Нови Зеланд |
| ------------- | -------- | --- |
|               | Извештај | Амбер Херн 9’, 40’, 64’ · Сера Грегориус 16’, 27’, 56’ · Кети Хојл 21’ · Риа Персивал 45’ · Еби Ерцег 57’ · Маја Џекмен 80’ |

| Француска Полинезија | 0 : 7    | Нови Зеланд |
| -------------------- | -------- | --- |
|                      | Извештај | Бриџит Армстронг 36’ · Амбер Херн 59’, 75’ · Ана Грин 76’ · Кирсти Јалоп 80’ · Сера Грегоријус 90’ · Риа Персивал 90+2’ |

| Вануату | 0 : 2    | Кукова Острва                                |
| ------- | -------- | -------------------------------------------- |
|         | Извештај | Дајна Напа 83’ · Тиривин-Итуатераи Хенри 89’ |

#### Group B
| Екипа              | Ута | Поб | Нер | Изг | ГД | ГП | ГР | Бод | Квалификован                 |
| ------------------ | --- | --- | --- | --- | -- | -- | -- | --- | ---------------------------- |
| Папуа Нова Гвинеја | 3   | 3   | 0   | 0   | 8  | 1  | +7 | 9   | Квалификовали се Нокаут фазу |
| Соломонова Острва  | 3   | 1   | 1   | 1   | 5  | 2  | +3 | 4   | Квалификовали се Нокаут фазу |
| Тонга              | 3   | 1   | 0   | 2   | 2  | 8  | −6 | 3   |                              |
| Фиџи               | 3   | 0   | 1   | 2   | 1  | 5  | −4 | 1   |                              |

| Папуа Нова Гвинеја                             | 3 : 0    | Фиџи |
| ---------------------------------------------- | -------- | ---- |
| Пенинса 8’ · Зин Лимбај 58’ · Румона Морис 62’ | Извештај |      |

| Соломонова Острва                                               | 4 : 0    | Тонга |
| --------------------------------------------------------------- | -------- | ----- |
| Илин Пеги 12’, 90+1’ · Ела Мисибини 37’ · Бети Маену 74’ (пен.) | Извештај |       |

| Тонга                              | 2 : 1    | Фиџи           |
| ---------------------------------- | -------- | -------------- |
| Фололени Сиале 75’ · Васи Феке 90’ | Извештај | Ратубалаву 13’ |

| Соломонова Острва | 1 : 2    | Папуа Нова Гвинеја                |
| ----------------- | -------- | --------------------------------- |
| Месалин Сепио 84’ | Извештај | Зин Лимбај 29’ · Деслин Синиу 48’ |

| Тонга | 0 : 3    | Папуа Нова Гвинеја                            |
| ----- | -------- | --------------------------------------------- |
|       | Извештај | Зин Лимбај 28’, 61’ · Лупе Ликилики 74’ (аг.) |

| Фиџи | 0 : 0    | Соломонова Острва |
| ---- | -------- | ----------------- |
|      | Извештај |                   |

### Нокаут фаза
|  | Полуфинале          | Полуфинале         |                     |    | Финале | Финале |
|  |                     |                    |                     |    |        |        |
|  | 6. октобар – Окланд |                    |                     |    |        |        |
|  |                     |                    |                     |    |        |        |
|  | Нови Зеланд         | 8                  |                     |    |        |        |
|  | Нови Зеланд         | 8                  | 8. октобар – Окланд |    |        |        |
|  | Соломонова Острва   | 0                  |                     |    |        |        |
|  | Соломонова Острва   | 0                  | Нови Зеланд         | 11 |        |        |
|  | 6. октобар – Окланд |                    | Нови Зеланд         | 11 |        |        |
|  |                     | Папуа Нова Гвинеја | 0                   |    |        |        |
|  | Папуа Нова Гвинеја  | Папуа Нова Гвинеја | 0                   | 1  |        |        |
|  | Папуа Нова Гвинеја  |                    |                     | 1  |        |        |
|  | Кукова Острва       | 0                  |                     |    |        |        |
|  | Кукова Острва       | 0                  | Треће место         |    |        |        |
|  |                     |                    |                     |    |        |        |
|  | 8. октобар – Окланд |                    |                     |    |        |        |
|  |                     |                    |                     |    |        |        |
|  | Соломонова Острва   | 0                  |                     |    |        |        |
|  | Соломонова Острва   | 0                  |                     |    |        |        |
|  | Кукова Острва       | 2                  |                     |    |        |        |

#### Полуфиналеs
| Нови Зеланд | 8 : 0    | Соломонова Острва |
| --- | -------- | ----------------- |
| Рози Вајт 7’, 86’ <br /Риа Персивал 17’ · Хајли Морвуд 30’ · Амбер Херн 36’ · Сера Грегориус 52’, 68’ · Хана Вилкинсон 60’ | Извештај |                   |

| Папуа Нова Гвинеја | 1 : 0    | Кукова Острва |
| ------------------ | -------- | ------------- |
| Зин Лимбај 62’     | Извештај |               |

#### Утакмица за треће место
| Соломонова Острва | 0 : 2    | Кукова Острва                               |
| ----------------- | -------- | ------------------------------------------- |
|                   | Извештај | Мама Хенри 70’ (пен.) · Регина Мустонен 79’ |

#### Финална утакмица
| Нови Зеланд | 11–0     | Папуа Нова Гвинеја |
| --- | -------- | ------------------ |
| Али Рилеј 7’ · Рози Вајт 15’, 38’, 50’, 56’ · Риа Персивал 18’ · Хана Вилкинсон 32’, 36’ · Сера Григориус 73’ · Амбер Херн 79’ · Ана Грин 84’ | Извештај |                    |

Нови Зеланд' је освојио турнир и квалификовао се Светско првенство у фудбалу за жене 2011.

## Статистика

### Голгетерке
12. голова
- Амбер Херн

7.голова
- Сера Грегориус
- Хана Вилкинсон

6. голова
- Рози Вајт

Аутогол
- Луп Ликилики (играла против Папуе Нове Гвинеје)

### Коначна табела
| Екипа | Екипа                | Бод | Ута | Поб | Нер | Изг | ГД | ГП | ГР  | Успешност |
| ----- | -------------------- | --- | --- | --- | --- | --- | -- | -- | --- | --------- |
| 1     | Нови Зеланд          | 15  | 5   | 5   | 0   | 0   | 50 | 0  | +50 | 100,0%    |
| 2     | Папуа Нова Гвинеја   | 12  | 5   | 4   | 0   | 1   | 9  | 12 | -3  | 80,0%     |
| 3     | Кукова Острва        | 9   | 5   | 3   | 0   | 2   | 5  | 11 | -6  | 60,0%     |
| 4     | Соломонова Острва    | 4   | 5   | 1   | 1   | 3   | 5  | 12 | -7  | 26,6%     |
| 5     | Француска Полинезија | 3   | 3   | 1   | 0   | 2   | 5  | 9  | -4  | 33,3%     |
| 6     | Тонга                | 3   | 3   | 1   | 0   | 2   | 2  | 8  | -6  | 33,3%     |
| 7     | Фиџи                 | 1   | 3   | 0   | 1   | 2   | 1  | 5  | -4  | 11,1%     |
| 8     | Вануату              | 0   | 3   | 0   | 0   | 3   | 1  | 21 | -20 | 00,0%     |